# Пам'ятник Тарасові Шевченку (Глухів)
Пам'ятник Тарасові Шевченку в Глухові — другий пам'ятник, встановлений відомому українському поетові в місті 1 вересня 2017 року.
Над створенням пам'ятника працювали архітектори Володимир Биков та Ельданіз Гурбанов.

## Опис
Тарас Шевченко представлений молодим та елегантним. Якраз у 30-річному віці він вперше побував у Глухові в 1844 році, згодом у 1845 та 1848 роках. Композиційно він крокує бруківкою, а по боках стоять мініатюрні ліхтарі. Поруч із пам'ятником архітектори також розмістили карету якою митець приїхав до Глухова, зроблену ковалем Юрієм Воробйовим з Глухова.
Загалом пам'ятник і карета поєднані з комплексом лав та ліхтарів.
Планувалось, що Т.Шевченко стоятиме на карті Сумської області, де будуть відмічені місця його перебування під час подорожей із Санкт-Петербурга до Києва. А по обидва боки від карети мали вказати твори, які він написав, будучи на Сумщині.

## Розташування
Встановили пам'ятник у центрі міста у сквері Шевченка на перехресті вулиць Києво-Московська та Шевченка.

## Про пам'ятник
Вартість композиції складає близько 20 тисяч євро. Крім коштів з місцевого бюджету були також залучені кошти депутатського фонду в сумі 218 тис. грн. депутатів Сумської обласної ради (зокрема, глухівчанина Віктора Лисенка та уродженця с. Суходіл Петра Нечмоні від фракції «Батьківщина», а також Миколи Деркача).
Також волонтери зібрали 200 тисяч грн. На заклик зібрати кошти відгукнулися десятки глухівчан, розмір пожертв становив від 50 до 5000 грн..

## Вандалізм
У ніч з 26 на 27 вересня 2017 року невідомі зламали ліхтар, який є частиною композиції пам'ятника. За інформацією Глухівської міської ради «наслідком таких подій стала необережність із боку підлітків, які дуже активно відпочивали біля пам'ятника Тарасу».